# Glens of Antrim

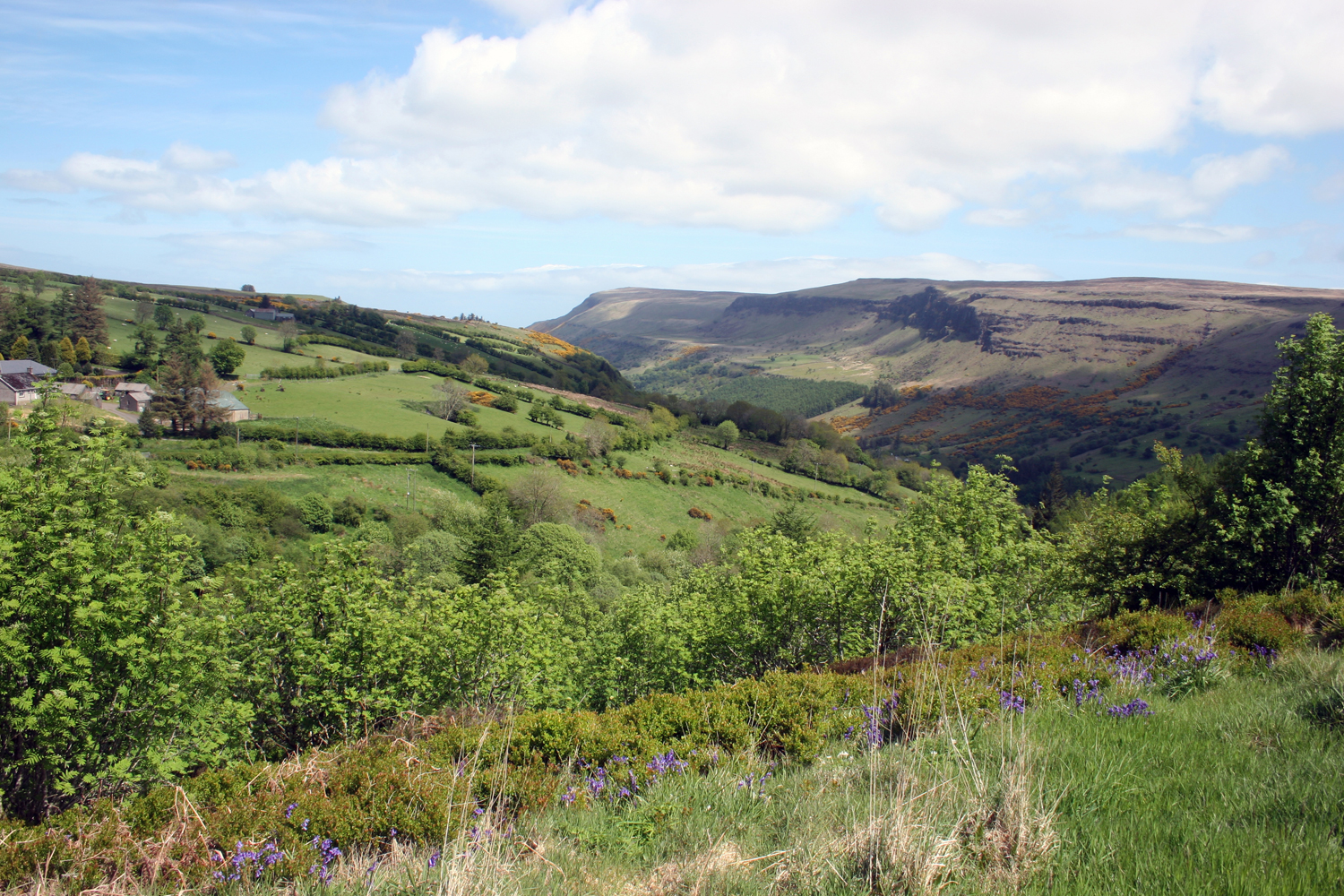
Glenariff (Gleann Aireamh, „das fruchtbare Tal“)

Die Glens of Antrim (irisch: Gleannta Aontroma), eine Region im nordirischen County Antrim, bestehen aus neun von der Küste landeinwärts radierenden Tälern (engl. „glens“ von irisch gleann).  Diese Täler sind (vom nördlichsten zum südlichsten):
- Glentaisie (irisch: Gleann Taise)
- Glenshesk (irisch: Gleann Seisc)
- Glendun (irisch: Gleann Doinne)
- Glencorp (irisch: Gleann Corp)
- Glenaan (irisch: Gleann Aithin)
- Glenballyeamon (irisch: Gleann Bhaile Uí Dhíomáin)
- Glenariff (irisch: Gleann Aireamh)
- Glencloy (irisch: Gleann Claidheamh)
- Glenarm (irisch: Gleann Arma)